# ニュース6:30
『ニュース6:30』は、1981年10月5日から1984年9月28日までに富山テレビで放送された平日夕方の富山県向けローカルワイドニュース番組である。

## 放送時間
- 月曜日 - 金曜日 18:30 - 19:00（JST、1981年10月5日 - 1984年9月28日）

## ニュースキャスター
- 水井正隆（当時富山テレビアナウンサー）
- 小山憲一（同上、元同局報道部記者）

## 番組誕生の背景
- ちなみに『富山テレビ二十年の歩み』には『こんばんは とやま6:30』（1981年10月5日からは『ニュース6:30』に改題）と記載されている。